# Anahita (araña)
Anahita es un género de arañas araneomorfas de la familia Ctenidae. Se encuentra en África, Oriente próximo, en el este de Asia, sudeste de Asia y en Norteamérica.

## Lista de especies
Según The World Spider Catalog 12.0:
- Anahita aculeata (Simon, 1897)
- Anahita blandini Benoit, 1977
- Anahita centralis Benoit, 1977
- Anahita concrassata Benoit, 1977
- Anahita concreata Benoit, 1977
- Anahita concussor Benoit, 1977
- Anahita faradjensis Lessert, 1929
- Anahita fauna Karsch, 1879
- Anahita jianfengensis Zhang, Hu & Han, 2011
- Anahita lineata Simon, 1897
- Anahita lycosina (Simon, 1897)
- Anahita mamma Karsch, 1884
- Anahita maolan Zhu, Chen & Song, 1999
- Anahita nathani Strand, 1906
- Anahita pallida (L. Koch, 1875)
- Anahita punctata (Thorell, 1890)
- Anahita punctulata (Hentz, 1844)
- Anahita pygmaea Benoit, 1977
- Anahita samplexa Yin, Tang & Gong, 2000
- Anahita similis Caporiacco, 1947
- Anahita syriaca (O. Pickard-Cambridge, 1872)
- Anahita zoroides Schmidt & Krause, 1994